# Lijst van grote Portugese steden
Dit is een lijst van grote steden in Portugal. Het inwonertal is gebaseerd op cijfers van 2001.

## Steden met > 250.000 en < 1.000.000 inwoners
- Lissabon (547.000)

## Steden met > 100.000 en < 250.000 inwoners
- Porto (237.000)
- Vila Nova de Gaia (186.000)
- Braga (181.000)
- Amadora (175.000)
- Coimbra (143.000)
- Setúbal (131.000)
- Funchal (111.000)

## Steden met > 40.000 en < 100.000 inwoners
- Agualva-Cacém (81.000)
- Queluz (78.000)
- Barreiro (78.000)
- Viseu (66.000)
- Guimarães (66.000)
- Rio Tinto (64.000)
- Odivelas (59.000)
- Leiria (50.000)
- Amora (48.000)
- Évora (46.000)
- Portimão (44.000)
- Faro (43.000)
- Maia (40.000)